# Restaurace Na Vlachovce
Restaurace Na Vlachovce je zaniklá restaurace s kulturním sálem a autokempem v Praze-Libni v ulici Zenklova, původní čp. 1327/217.

## Historie
Původní hospodu na tomto místě zakoupil od hraběte Josefa Porgese roku 1880 Josef Chvoj. Půda s hospodou patřila do dvou katastrálních území: západní třetina do Libně, zatímco zbytek do Kobylis. Jeho syn dal v roce 1928 na jejím místě postavit současný dům a o dva roky později jej rozšířil o kulturní sál s kapacitou 200 míst. Roku 1942 byla celá lokalita hospody začleněna do Libně. V roce 1960 byla restaurace znárodněna a po roce 1989 ji dostala rodina Chvojova zpět v restituci.
Roku 2021 byl objekt zbořen a na místě plánována výstavba bytového domu.

## Autokemp

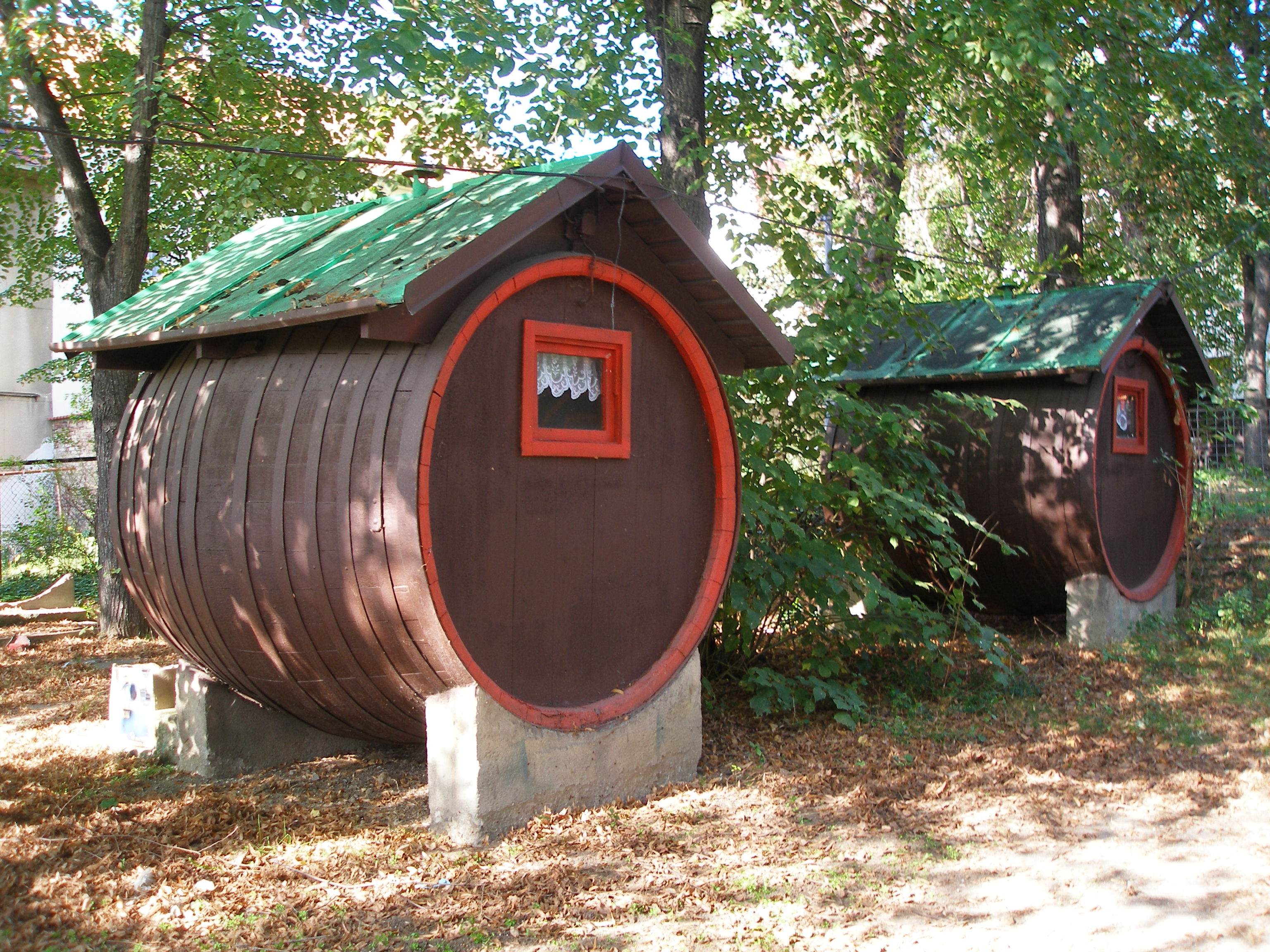

Kemp s 29 chatkami vznikl na zahradě restaurace v roce 1967. Chatky z velkých sudů o objemu přibližně 60–65 hektolitrů a délky 2,3 metru nabízely ubytování pro dvě osoby. V roce 2012 byly v kritickém stavu. 16 sudů bylo následně demontováno a převezeno do Černokosteleckého pivovaru, zbývající byly za účelem jejich záchrany demontovány a odvezeny v dubnu 2019.

## Sejdeme se na Vlachovce
Hudební televizní pořad, který z restaurace vysílala Československá televize mezi lety 1973 a 1989.